# Zarza-Capilla
Zarza-Capilla ist eine Gemeinde (municipio) mit nur noch 299 Einwohnern (Stand: 2024) im Südosten der spanischen Provinz Badajoz in der Autonomen Gemeinschaft Extremadura. 

## Lage
Zarza-Capilla liegt ca. 100 Kilometer ostsüdöstlich von Mérida in einer Höhe von ca. 605 m. Das Klima im Winter ist gemäßigt, im Sommer dagegen warm bis heiß; die eher geringen Niederschlagsmengen (ca. 471 mm/Jahr) fallen – mit Ausnahme der nahezu regenlosen Sommermonate – verteilt übers ganze Jahr.

## Bevölkerungsentwicklung
| Jahr      | 1970 | 1981 | 1991 | 2001 | 2011 | 2021 |
| Einwohner | 1204 | 848  | 666  | 484  | 373  | 297  |

Der deutliche Bevölkerungsrückgang seit den 1950er Jahren ist im Wesentlichen auf die Mechanisierung der Landwirtschaft, die Aufgabe bäuerlicher Kleinbetriebe und den damit einhergehenden Verlust an Arbeitsplätzen zurückzuführen (Landflucht).

## Sehenswürdigkeiten
- Bartholomäuskirche
- Kirche Mariä Himmelfahrt (Iglesia de Nuestra Señora de la Asunción)

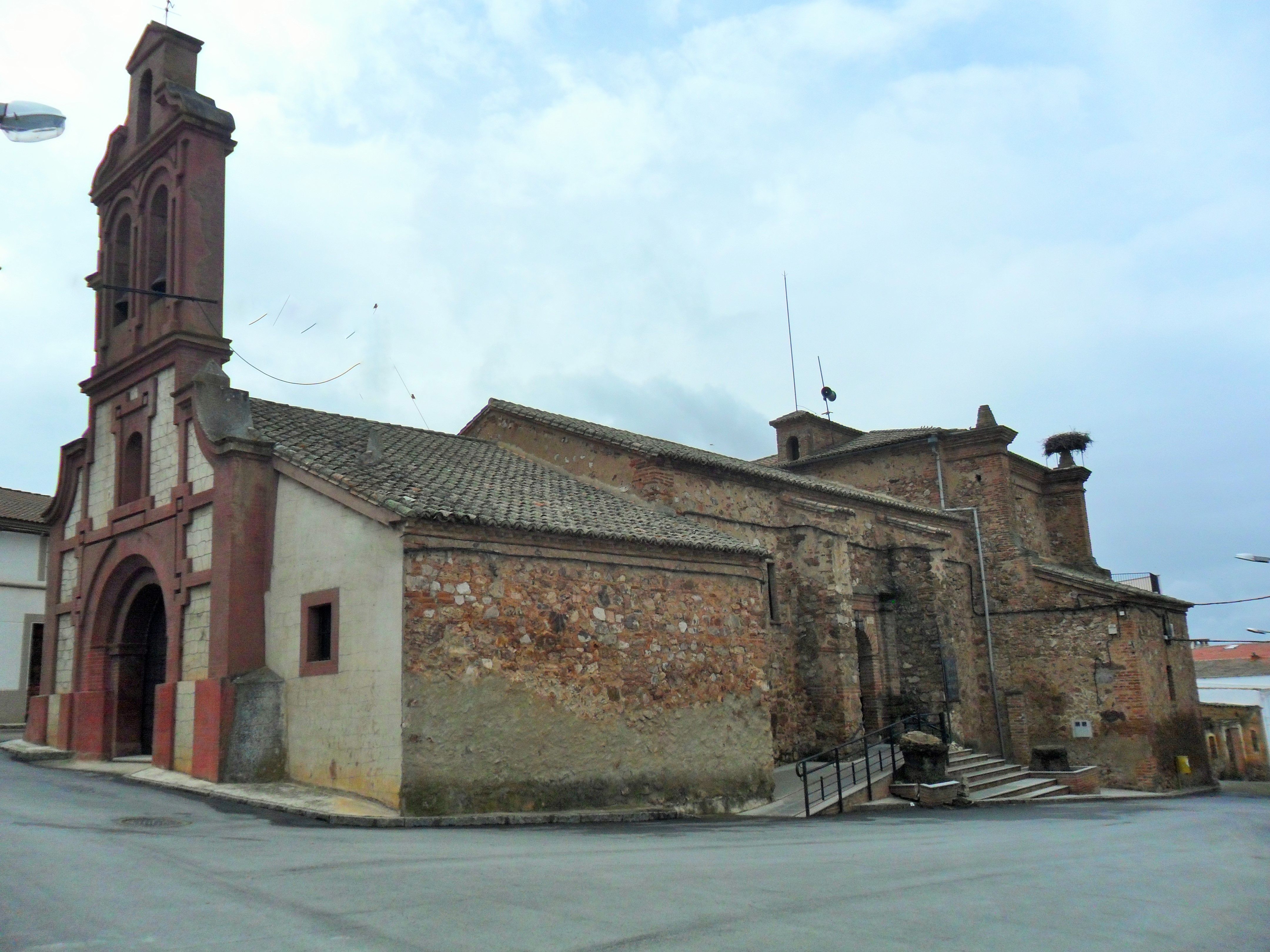
Bartholomäuskirche
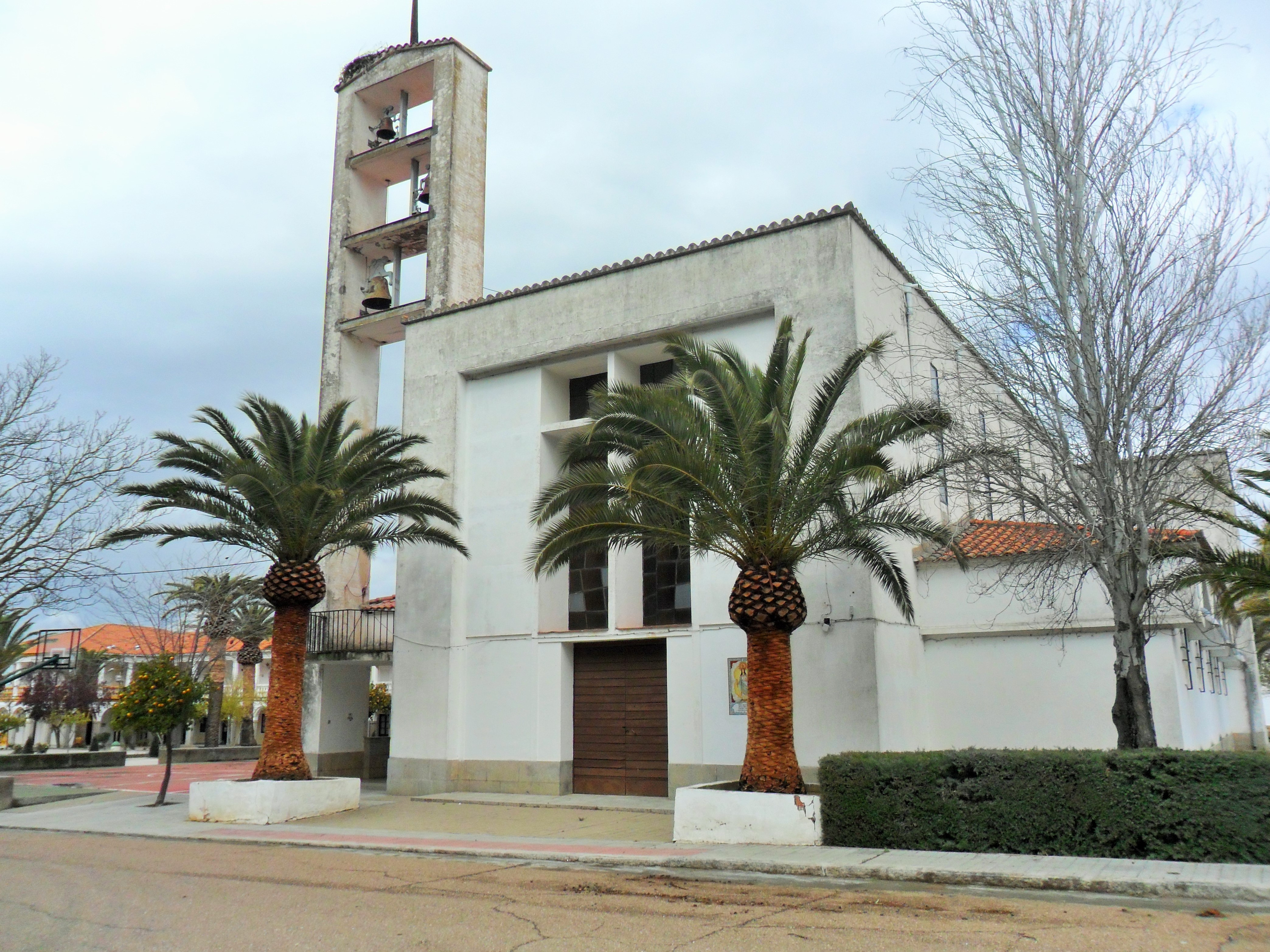
Neue Kirche
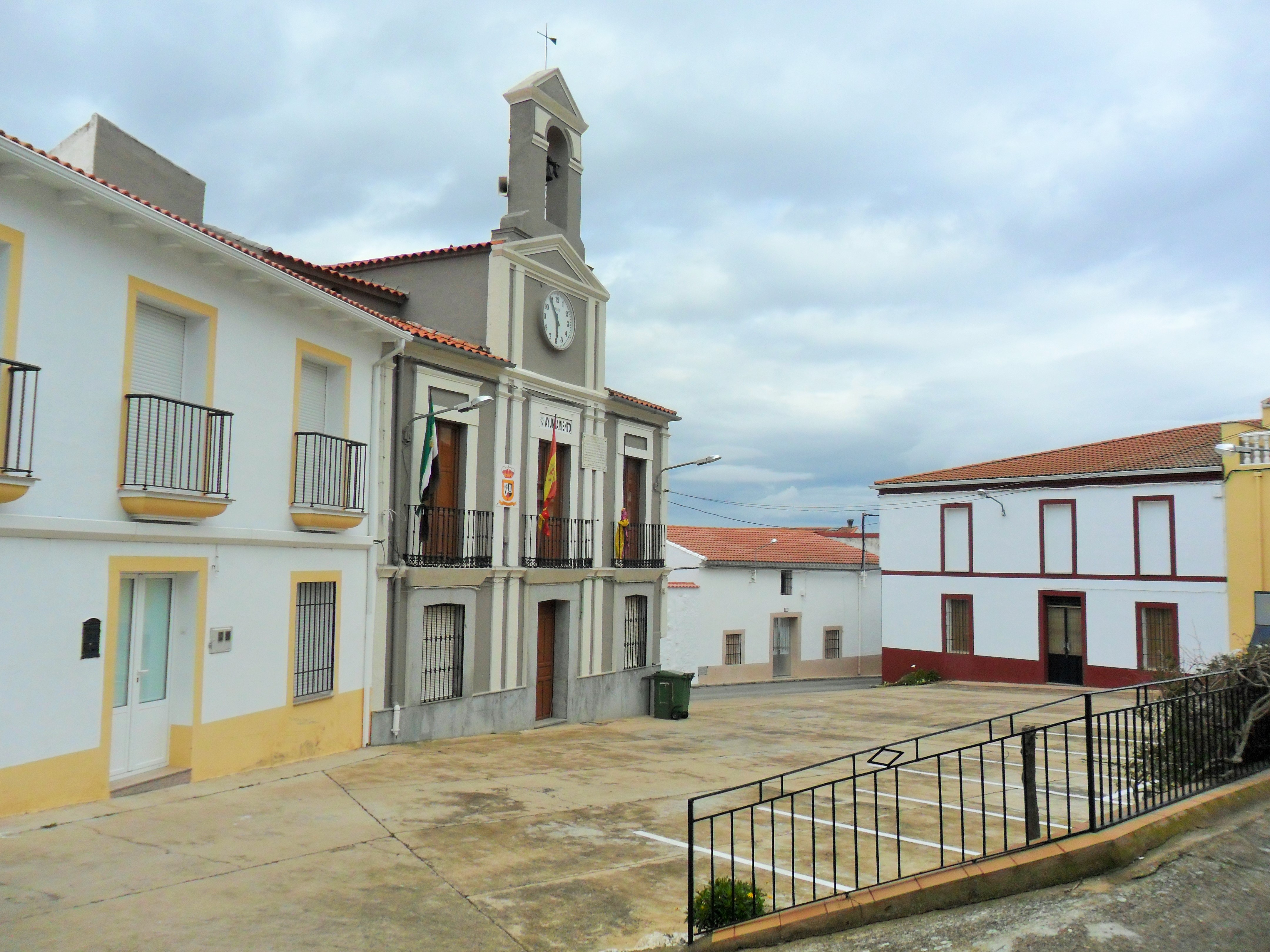
Rathaus
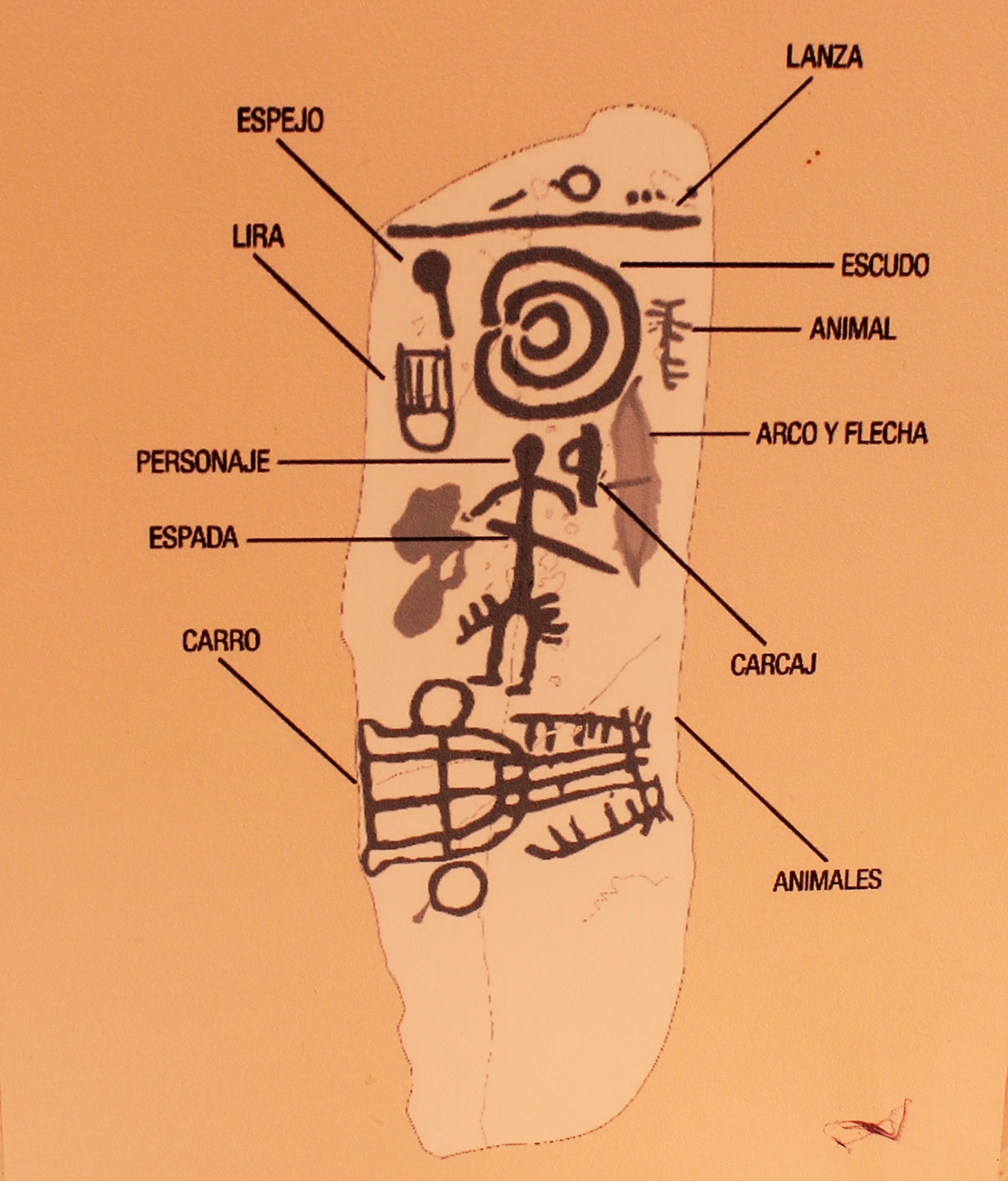
Stele von Zarza-Capilla